# 皇帝灣
皇帝灣（英語：Emperor Bay），是南極洲的海灣，位於科茨地，處於布倫特冰架，由皇家學會探險隊以皇帝企鵝命名，該海灣現時由南極條約體系管理。